# Antón Paz
Antón Paz, född den 8 augusti 1976 i Madrid, är en spansk seglare.
Han tog OS-guld i tornado i samband med de olympiska seglingstävlingarna 2008 i Qingdao i Kina.